# Morgan Morgan-Giles
Morgan Charles Morgan-Giles (ur. 19 czerwca 1914, zm. 4 maja 2013) – brytyjski wojskowy i polityk, oficer Royal Navy, weteran II wojny światowej, prezydent Royal Naval College w Greenwich, członek Parlamentu Zjednoczonego Królestwa w latach 1964–1979.

## Życiorys
Był najstarszym synem F. C. Gilesa, projektanta jachtów regatowych. Po ukończeniu Clifton College, w 1932 roku wstąpił jako kadet do Royal Navy. Po odbyciu rejsu szkoleniowego na HMS „Frobisher” został przydzielony do załogi australijskiego niszczyciela „Voyager”, a następnie do China Station, kolejno na krążowniki „Cumberland”, „Suffolk” i „Cornwall”. Przed wybuchem II wojny światowej ukończył szkołę torpedową na HMS Vernon.
Działania wojenne rozpoczął na pokładzie krążownika „Arethusa”, na którym uczestniczył między innymi w kampanii norweskiej. Od 1941 roku służył w rejonie Morza Śródziemnego, był odpowiedzialny za likwidację min magnetycznych na Kanale Sueskim oraz w Aleksandrii, za co otrzymał Medal Jerzego, następnie przebywał w oblężonym Tobruku, a w późniejszym okresie został oficerem łącznikowym Royal Navy przy misji Fitzroya Macleana do partyzantów Tity. Organizował między innymi dostawy broni i zaopatrzenia do Jugosławii oraz koordynował działania sił specjalnych i floty w rejonie wybrzeża dalmatyńskiego. Po zakończeniu działań wojennych w Europie został wysłany na Daleki Wschód, biorąc udział w końcowych operacjach II wojny światowej. Oprócz Medalu Jerzego został za swe zasługi odznaczony Orderem Wybitnej Służby, Orderem Imperium Brytyjskiego oraz czterokrotnie wymieniony w sprawozdaniu, a także odznaczony jugosłowiańskim Orderem Partyzanckiej Gwiazdy.
Po zakończeniu wojny przebywał na placówkach zagranicznych, następnie powrócił do Wielkiej Brytanii, ukończył kurs dla oficerów sztabowych i objął dowodzenie niszczycielem „Chieftain”. W latach 1955–1956 służył jako oficer wywiadu marynarki na Dalekim Wschodzie, 1961–1962 był dowódcą krążownika „Belfast”, okrętu flagowego brytyjskiej Floty Dalekowschodniej. W późniejszych latach walnie przyczynił się do zachowania tego okrętu jako muzeum na Tamizie. W 1962 roku, po promocji admiralskiej, został komendantem Royal Naval College w Greenwich.
W 1964 roku zdecydował się odejść ze służby i rozpocząć karierę polityczną. Wziął udział w wyborach uzupełniających do Izby Gmin z okręgu wyborczego Winchester i został wybrany z ramienia Partii Konserwatywnej. Swą pierwszą mowę parlamentarną wygłosił 17 czerwca 1964 roku. Był członkiem brytyjskiej delegacji parlamentarnej na Borneo i do Singapuru w 1965 roku. Był zwolennikiem wsparcia przez Wielką Brytanię amerykańskiej obecności w Wietnamie, popierał budowę piątego okrętu podwodnego typu Resolution, wyposażonego w balistyczne pociski rakietowe Polaris. Karierę parlamentarną zakończył w 1979 roku.
Dwukrotnie żonaty, miał dwóch synów i cztery córki z pierwszego małżeństwa.